# Kat and the Kings
Kat and the Kings è un musical con libretto e parole di David Kramer e colonna sonora di Taliep Petersen. Il musical è ambientato in Sudafrica e racconta la storia di Kat Diamond, un fenomenale ballerino che grazie al suo talento e i suoi amici riesce a raggiungere il successo a Città del Capo e, sfidando l'apartheid, riesce a fare il balzo da District Six ai quartieri per i bianchi. Il musical ha debuttato a Londra nel 1998 e a Broadway nel 1999 e ha vinto il Laurence Olivier Award al miglior nuovo musical.